# Ghicitoare
Ghicitoarea este o formulă (de obicei o creație populară în versuri) prin care se enunță, sub formă metaforică, unele trăsături specifice ale unei ființe, ale unui lucru, unui fenomen, etc., cerându-se identificarea acestora prin asocieri logice.
Ghicitorile sunt un gen foarte cunoscut de literatură și apar deseori în cărțile pentru copii. Ghicitori apar chiar și în Biblie. 
Ghicitorile au apărut încă din Antichitate. Una din cele mai cunoscute ne-a parvenit prin tragedia Oedip rege, a lui Sofocle.
Întrebare: Ce merge în patru picioare dimineața, în două picioare la prânz și în trei seara?
Răspuns: Omul, care merge de-a bușilea când e copil, merge în două picioare când e adult iar când e bătrân se sprijină și în baston.
Pentru a-și spori atractivitatea, uneori ghicitoarea uzează de forme ușor licențioase, și aceasta nu cu un scop în sine, ci pentru a pune în situații dificile pe cei care trebuie să dezlege enigmele.
Iată câteva exemple de ghicitori aparent licențioase:
- E rotundă și e cârnă și cu capu-n jos atârnă! (ghinda).
- Deget nu e, unghie n-are, dar atârnă-ntre picioare. Orișicine se întrece, s-o apuce și s-o frece. (țâța vacii)
- Piele vie, piele moartă, dai din fund și intră toată! (cizma)

Din ghicitoarea populară, extrem de veche în folclor, au derivat variante culte sau jocuri de cuvinte de o structură similară, la nivel livresc: șarada, anagrama, logogriful și altele.